# Карло Масло
Карло Масло Драго (Острожно Брдо, код Илирске Бистрице, 21. јул 1912 — Цеље, 23. август 1988) био је учесник Народноослободилачке борбе и народни херој Југославије.

## Биографија
Рођен је 21. јула 1912 на Острожном Брду код Илирске Бистрице. Године 1935. позван је у италијанску војску. После италијанског напада на Етиопију, 1936. године побегао је из војске у Краљевину Југославију. После обећане амнестије у априлу 1937. вратио се у Италију, али су га фашистичке власти затвориле и осудиле. Одржао је казну у Трсту и војном затвору Геат северно од Напуља. После издржавања казне, морао је отићи до војника, прво у Боневенто, а затим у Империо код Ђенове.
У октобру 1941. године примио је боловање, док је 28. октобра заједно с Ервином Долганом извршио прву партизанску акцију у Приморској, диверзију на немачком војном возу код Киловча. У новембру 1941. вратио се у војску, али је у децембру поново побегао и у Бркинима се придружио партизанима из Приморске. Био је борац Долганове Бркинско-пившке партизанске групе. Учествовао је у борбама на Наносу, а након реорганизације партизанских јединица 25. априла 1942. постао је командир Бркинске чете. Након неколико успешних кампања, фашистички префект издао је високу награду за Маслом. У јуну 1942. године, на судском суђењу у Риму, осуђен је на смрт у одсуству. Исте је године примљен за члана Комунистичке партије Словеније. Ускоро је постао командант 3. батаљона Јужноприморског НОП одреда, а након спајања приобалних бригада и одласка Градникове бригаде у централну Словенију, командант њеног 2. батаљона октобра 1942, функција на којој је остао до септембра 1943. године. Од капитулације Италије до почетка 1944. био је командант Ударног летећег батаљона. Током немачке офанзиве вратио се у Приморску. У децембру 1943. постао је командант Истарског НОП одреда. На крају рата био је командант Јуришног батаљона 30. дивизије.
После ослобођења демобилисан је и радио је у пољопривреди и између осталог је био руководилац пољопривредног имања у Цељу. Био је резервни официр ЈНА.
За народног хероја проглашен је 27. новембра 1953.

## Одликовања
- Орден народног хероја
- Партизанска споменица 1941.